# بيت الشربتلي
بيت الشربتلي بمدينة جدة هو بيت السيد عبدالله عباس شربتلي الثقافي من أقدم وأشهر البيوت التاريخية، تم بناءه على يد الشريف عبد الإله مهنا العبدلي عام 1335هـ ثم اشتراه الشيخ عبدالله شربتلي وسكنته السفارة المصرية.

### وصف المبنى
ويتكون المبنى من أربعة أدوار وسلمين داخليين رئيسين وثالث للخدمة. كما يحتوي على العديد من الغرف والصالات الكبيرة نسبيًا.
ويتميز أيضاً بموقعه وإطلالته المباشرة على ميدان البيعة ووزارة الخارجية ومسجد الجفالي وبحيرة الأربعين.

### مميزات المبنى
يشتهر المنزل بواجهته الملفتة للنظر بزخارفها الإسلامية المتداخلة والرواشين الواسعة، حيث يُعد بيت الشربتلي مركزًا ثقافيًا ومَعلم من معالم جدة التاريخية.

### تاريخ المبنى
يعود تاريخ بيت الشربتلي إلى أكثر من ثمانين عام، حيث بناه الشريف عبدالإله العبدلي وقد أجره فيما بعد للبعثة المصرية لمدة عشرين عام، ومن ضمن من سكن به خلال تلك الفترة السيد طلعت حرب باشا مؤسس بنك مصر والاقتصاد المصري.

### التأهيل والترميم
تم إعداد خطة الترميم والتأهيل لتدعيم أساسات المبنى والأجزاء السفلية من المبنى كما تشمل تدعيم المباني العلوية والتصدعات.
أما أخشاب الأسقف والأبواب والنوافذ والواجهات الخشبية فهناك أساليب مختلفة للتعامل معها، حيث ترمم وتعالج الأجزاء غير المتهالكة وتستبدل الأجزاء الأخرى

## قائمة المراجع
1. 1 2  "بيت الشربتلي.. معلم بارز في جدة التاريخية". www.al-jazirah.com. اطلع عليه بتاريخ 2025-05-22.
2. ↑  "بيت الشربتلي". www.visitsaudi.com. مؤرشف من الأصل في 2025-03-24. اطلع عليه بتاريخ 2025-05-22.
3. 1 2  بكر، عبدالله يوسف (9 مايو 2014). "ترميم بيت الشربتلي". Okaz. اطلع عليه بتاريخ 2025-05-22.